# Dismutação
Em química, dismutação ou desproporcionamento  é denominação dada a dois tipos de reação.
No primeiro caso, é uma reação do tipo 2 A -> A' + A'', em que A' e A'' são substâncias diferentes.
No segundo caso, é uma reação redox onde um elemento é ao mesmo tempo oxidado e reduzido.
Um exemplo é a decomposição da água oxigenada obtendo como produtos oxigênio molecular e água:
H2O2 → O2 + 2H+ + 2e-
H2O2 + 2H+ + 2e- → 2H2O
─────────────────────
2H2O2 → O2 + 2H2O
Neste exemplo o oxigênio presente na água oxigenada apresenta estado de oxidação -1 e como produto da decomposição passa ao estado de oxidação 0 no oxigênio molecular (foi oxidado), e ao mesmo tempo passa para o estado de oxidação -2 na água (foi reduzido).
Outro exemplo é a formação de cloreto e hipoclorito a partir de cloro elementar em dissolução alcalina:
Cl2 + 2e- → 2Cl-
Cl2 + 4OH- → 2ClO- + 2H2O + 2e-
───────────────────────────
2Cl2 + 4OH- → 2Cl- + 2ClO- + 2H2O
Nesta reação o cloro elementar com estado de oxidação 0 é reduzido para -1 no cloreto e +1 no hipoclorito.